# Tapis de Sierpiński
Pour les articles homonymes, voir Tapis (homonymie) et Sierpinski.
En particulier ne pas confondre avec le tamis de Sierpiński, autre spectrale étudiée par le mathématicien polonais Wacław Sierpiński.

Construction animée du tapis de Sierpiński jusqu'à 6 itérations.

Le tapis de Sierpiński ou la carpette de Sierpiński (1916), du nom de Wacław Sierpiński, est une fractale obtenue à partir d'un carré. Le tapis se fabrique en découpant le carré en neuf carrés égaux avec une grille de trois par trois, et en supprimant la pièce centrale, et en appliquant cette procédure indéfiniment aux huit carrés restants.
La dimension fractale ou dimension de Hausdorff du tapis est égale à {\displaystyle {\frac {\log 8}{\log 3}}=1{,}892789...}, car à chaque étape on construit 8 répliques de la figure précédente, chacune étant sa réduction par 3.
La surface du tapis est nulle en mesure de Lebesgue : à l'infini, la surface du carré est intégralement « vidée » .
C'est une généralisation de l'ensemble de Cantor en deux dimensions. Des généralisations en dimensions supérieures sont possibles, et des fractales peuvent être obtenues dans un cube (on l'appelle alors éponge de Menger ou éponge de Menger-Sierpiński) ou dans un (hyper-)cube en dimension supérieure N.

## Calculer la surface du Tapis de Sierpiński
En notant x  la longueur du carré et y le nombre ordre, la formule suivante donne la surface du tapis :
{\displaystyle \left({\frac {x}{3^{y}}}\right)^{2}\times 8^{y}=x^{2}\times \left({\frac {8}{9}}\right)^{y}}
Par exemple, un carré de 100 mètres de longueur avec 2 ordre 
{\displaystyle \left({\frac {100}{3^{2}}}\right)^{2}\times 8^{2}={\frac {100^{2}}{9^{2}}}\times 64={\frac {640000}{81}}=7901.2345679}
La surface du carré de longueur 100 mètres avec 2 ordre fait 7901.2345679 m².
Plus l'ordre augmente, plus la surface diminue.

Étapes de construction du tapis de Sierpiński
ordre 0
ordre 1
ordre 2
ordre 3
ordre 4
ordre 5
ordre 6